# Near Dark (film)
Near Dark is een Amerikaanse western-horrorfilm uit 1987 onder regie van Kathryn Bigelow. Dit was haar debuut als regisseur, ze was wel al eerder assistent-regisseur.

## Verhaal
Cowboy Caleb Colton wil het meisje Mae versieren. Maar zij blijkt een vampier te zijn: ze bijt hem, zodat hij ook een vampier wordt. Caleb volgt Mae en haar groep in hun tocht op zoek naar vers bloed.

## Rolbezetting
Hoofdpersonages
| Acteur             | Personage    |
| ------------------ | ------------ |
| Adrian Pasdar      | Caleb Colton |
| Jenny Wright       | Mae          |
| Lance Henriksen    | Jesse Hooker |
| Bill Paxton        | Severen      |
| Jenette Goldstein  | Diamondback  |
| Tim Thomerson      | Loy Colton   |
| Joshua John Miller | Homer        |
| Marcie Leeds       | Sarah Colton |

## Muziek
Een gedeelte van de muziek verscheen als soundtrack.